# Fiorenzo Toso
Fiorenzo Toso (Arenzano, 20 febbraio 1962 – Arenzano, 24 settembre 2022) è stato un linguista italiano.

## Biografia
Dopo essersi laureato in Lingue e letterature straniere a Genova nel 1988, conseguì l'abilitazione all'insegnamento universitario in filologia italiana presso l'Università della Saarland nel 2000 e il dottorato in filologia romanza e linguistica generale presso l'Università degli Studi di Perugia nel 2001. Dal 2007 al 2022 insegnò presso l'Università degli Studi di Sassari, prima come professore associato, poi come ordinario.
Specialista dell'area linguistica ligure, collaborò per questo settore all'impresa del Lessico etimologico italiano diretto a Saarbrücken da Max Pfister e Wolfgang Schweickard, e su temi legati al genovese, e ai dialetti liguri aveva all'attivo numerose pubblicazioni, sia di dialettologia che di storia linguistica, letteratura ed edizioni di testi, su riviste scientifiche italiane e straniere. Fu inoltre autore di diverse monografie. 
I suoi interessi riguardavano inoltre i fenomeni di contatto linguistico, con speciale riferimento alle isole linguistiche del bacino del Mediterraneo, al dialetto ligure coloniale e in particolare al dialetto tabarchino. Si occupò anche di ricerche etimologiche sul lessico italiano e di temi e problemi legati alle minoranze linguistiche in Italia e in Europa.
Per le sue ricerche sul dialetto tabarchino fu insignito della cittadinanza onoraria dei comuni di Calasetta e di Carloforte.
Realizzò i testi per i documentari Un'atra Zenoa ghe fan. Un viaggio nelle comunità liguri d'oltremare (2004) e Xeneizes. La presenza linguistica ligure in America Latina (2005). Curò nel 2004 la mostra fotografica Un'atra Zenoa ghe fan, dedicata alle comunità linguistiche liguri del Mediterraneo. Fu curatore, insieme a Giustina Olgiati, della mostra bibliografica e documentaria Il genovese. Storia di una lingua, realizzata a partire dal settembre 2017 presso l'Archivio di Stato di Genova. Con Giorgio Marrapodi fu responsabile scientifico del festival annuale Kalenda Maia a Finale Ligure dedicato alle lingue romanze nei loro rapporti col genovese e le parlate liguri. Pubblicò tre libri di poesia, in dialetto genovese.
È morto all'età di 60 anni il 24 settembre 2022, stroncato in pochi mesi da un tumore al cervello. Il 23 aprile 2023 il Comune di Genova, in riconoscimento dei contributi apportati alla conoscenza della città e della sua lingua, ha conferito la medaglia Città di Genova in memoria di Fiorenzo Toso.

## Opere principali

### Linguistica
- Fiorenzo Toso, Vocabolario delle parlate liguri (curato con Giulia Petracco Sicardi e Patrizia Cavallaro), Consulta Ligure, Genova, 1985-1992 (4 voll.)
- Fiorenzo Toso, Letteratura genovese e ligure. Profilo storico e antologia, Marietti, 1989 (5 voll.)
- Fiorenzo Toso, Gli ispanismi nei dialetti liguri, Edizioni dell'Orso, Alessandria, 1993
- Fiorenzo Toso, Storia linguistica della Liguria. Dalle origini al 1528, Le Mani, Recco, 1995
- Fiorenzo Toso, La letteratura in genovese. Ottocento anni di storia, arte, cultura e lingua in Liguria, Le Mani, Recco, 1999-2001 (3 voll.)
- Fiorenzo Toso, Il tabarchino. Strutture, evoluzione storica, aspetti sociolinguistici, in Il bilinguismo tra conservazione e minaccia. Esempi e presupposti per interventi di politica linguistica e di educazione bilingue a cura di A. Carli, FrancoAngeli, Milano, 2004 (pp. 21–232).
- Fiorenzo Toso, Dizionario Etimologico Storico Tabarchino. Volume I, a-cüzò, Le Mani, Recco, 2004 e Centro Internazionale sul Plurilinguismo, Udine, 2004
- Fiorenzo Toso, Le eteroglossie interne. Aspetti e problemi (curato insieme a Vincenzo Orioles), Numero tematico di “Studi Italiani di Linguistica Teorica e Applicata”, n.s. 34, 2005
- Fiorenzo Toso, Lingue d'Europa. La pluralità linguistica dei Paesi europei fra passato e presente, Baldini Castoldi Dalai Editore, Milano, 2006
- Fiorenzo Toso, Liguria linguistica. Dialettologia, storia della lingua e letteratura nel Ponente. Saggi 1987-2005, Philobiblon, Ventimiglia, 2006
- Fiorenzo Toso, Le minoranze linguistiche in Italia, collana Universale paperbacks, Bologna, Il mulino, 2008, ISBN 9788815126771, LCCN 2008356898.
- Fiorenzo Toso, Linguistica di aree laterali ed estreme. Contatto, interferenza, colonie linguistiche e “isole” culturali nel Mediterraneo occidentale, Le Mani, Recco, e Centro Internazionale sul Plurilinguismo, Udine, 2008
- Fiorenzo Toso, Circolazioni linguistiche e culturali nello spazio mediterraneo. Miscellanea di studi (curato insieme a Vincenzo Orioles), Le Mani, Recco, e Centro Internazionale sul Plurilinguismo, Udine, 2008
- Fiorenzo Toso, La letteratura ligure in genovese e nei dialetti locali. Profilo storico e antologia, Le Mani, Recco, 2009
- Fiorenzo Toso, La Sardegna che non parla sardo, CUEC, Cagliari, 2012
- Fiorenzo Toso, Le parlate liguri della Provenza. Il dialetto figun tra storia e memoria, Philobiblon, Ventimiglia, 2014
- Fiorenzo Toso, Parole e viaggio. Itinerari nel lessico italiano tra etimologia e storia, CUEC, Cagliari, 2015
- Fiorenzo Toso, Piccolo dizionario etimologico ligure, Zona, Lavagna, 2015
- Fiorenzo Toso, Il mondo grande. Rotte interlinguistiche e presenze comunitarie del genovese d'oltremare. Dal Mediterraneo al Mar Nero, dall'Atlantico al Pacifico, Edizioni dell'Orso, Alessandria, 2020
- Gian Giacomo Cavalli, Ra cittara zeneize. Poesie scelte, a cura di Fiorenzo Toso, Edizioni dell'Orso, Alessandria, 2020[9]

### Poesia
- E restan forme, Zona, Lavagna, 2015 (dal quale ha preso il nome la collana di poesia in genovese da lui diretta presso le Edizioni Zona);
- Navegante, Zona, Genova, 2019.
- Sorolla. Poema lirico, Philobiblon, Ventimiglia, 2022.

### Traduzioni

#### Dal francese e dallo spagnolo in italiano
- Francis Bacon, Conversazioni con Michel Archimbaud, Le Mani, Recco, 1992
- Pío Baroja, L'albero della scienza, Marietti Editore, Genova, 1991
- Roberto Arlt, Il giocattolo rabbioso, Le Mani, Recco, 1994
- Eduardo Mendoza, L'anno del diluvio, Le Mani, Recco, 1994
- Eduardo Arroyo, Panama Al Brown, Le Mani, Recco, 1995
- Benito Pérez Galdós, Donna Perfecta, Pentàgora, Savona, 2014

#### Dall'italiano al genovese
- Remigio Zena, A bocca do lô, De Ferrari, Genova, 2018